# Protestas en Hong Kong de 2019-2021
Las protestas en Hong Kong fueron una serie de concentraciones y de manifestaciones celebradas en Hong Kong para exigir la retirada del proyecto de ley de extradición a China (Fugitive Offenders and Mutual Legal Assistance in Criminal Matters Legislation (Amendment) Bill) presentado por el gobierno de Carrie Lam y que tras conseguir su objetivo continuaron demandando democracia para la excolonia británica. La oposición a la ley de extradición se debió al temor de que el proyecto de ley subordinaría la ciudad autónoma a las leyes de la República Popular de China y que los habitantes de Hong Kong fueran sometidos a un sistema legal menos libre.

## Objetivos
Inicialmente, los manifestantes exigieron solo el retiro del proyecto de ley de extradición. Tras una escalada en la severidad de las tácticas policiales el 12 de junio de 2019, el objetivo de los manifestantes era lograr las siguientes cinco demandas (bajo el lema "Cinco demandas, no una menos").
- Retirada total del proyecto de ley de extradición del proceso legislativo: aunque el jefe del Ejecutivo anunció la suspensión indefinida del proyecto de ley el 15 de junio, su estado de "pendiente de reanudación en segunda lectura" en el Consejo Legislativo significó que su lectura podría haberse reanudado rápidamente. Se retiró formalmente el 23 de octubre de 2019 .[2]

- Retracción de la caracterización de "disturbios": El gobierno originalmente caracterizó la protesta del 12 de junio como "disturbios", luego modificó la descripción para decir que hubo "algunos" alborotadores, una afirmación que los manifestantes aún cuestionan. El delito de "disturbios" conlleva una pena máxima de 10 años de prisión.[3][4]

- Liberación y exoneración de manifestantes arrestados: Los manifestantes consideraron que sus actos de infracción de la ley estaban motivados principalmente por una causa políticamente justa; También cuestionaron la legitimidad de que la policía arrestó a manifestantes en hospitales mediante el acceso a sus datos médicos confidenciales en violación de la privacidad del paciente.[5]

- Establecimiento de una comisión de investigación independiente sobre la conducta policial y el uso de la fuerza durante las protestas: Los grupos cívicos consideraron que el nivel de violencia utilizado por la policía contra manifestantes y transeúntes, detenciones y registros arbitrarios  y el incumplimiento de los agentes observan Órdenes Generales de la Policía que apuntan a una ruptura de la rendición de cuentas. La ausencia de independencia del organismo de control existente, el Consejo Independiente de Denuncias contra la Policía, también fue un problema.

- Renuncia de Carrie Lam y aplicación del sufragio universal para las elecciones del Consejo Legislativo y para la elección del director ejecutivo: El director ejecutivo se selecciona en una elección de círculo reducido y 30 de los 70 escaños del consejo legislativo están ocupados por representantes. de grupos de interés institucionalizados, que forman la mayoría de los llamados distritos electorales funcionales, la mayoría de los cuales tienen pocos electores.[6]

## Desarrollo
La primera gran manifestación tuvo lugar el domingo 9 de junio de 2019, y fue convocada por el Frente Civil de Derechos Humanos (CHRF, por sus siglas en inglés). Según los organizadores, se reunieron 1,03 millones de personas y la manifestación obtuvo una amplia cobertura de los medios de comunicación. Esta manifestación estuvo acompañada de protestas en otros lugares del extranjero organizadas por hongkoneses del exterior y por activistas locales. La manifestación fue la mayor movilización de Hong Kong desde la Revolución de los Paraguas de 2014.
El gobierno insistió en principio en la aprobación del proyecto de ley, afirmando que el mismo era urgente y que debía reparar la "laguna legal" existente, pero el 15 de junio rectificó y Carrie Lam anunció que retrasaba indefinidamente el proyecto de ley, aunque también dejó claro que el proyecto de ley no se retiraba. La respuesta se produjo al día siguiente, domingo 16 de junio, cuando tuvo lugar en las calles de Hong Kong una segunda gran manifestación, con mayor participación que en la primera —los organizadores estimaron que se habían reunido cerca de dos millones de personas—, por lo que si las cifras eran exactas era la mayor protesta de la historia de Hong Kong. Esta vez los manifestantes no solo pedían la retirada definitiva del proyecto de ley de extradición sino también la dimisión de la jefa del gobierno hongkonés Carrie Lam.
La crisis también es social. Hong Kong tiene un número muy elevado de multimillonarios (sesenta y siete, según la revista estadounidense Forbes) y las desigualdades siguen aumentando. Más del 20% de la población vive por debajo del umbral de la pobreza. Regularmente, las asociaciones y los medios de comunicación se indignan por las "casas-jaula", de menos de cinco metros cuadrados, destinadas a personas mayores sin pensión o a trabajadores precarios. Ahora los jóvenes de las clases medias también se ven afectados. Aunque la crisis inmobiliaria viene de lejos, muchos hongkoneses creen que la llegada de chinos ricos que blanquean su dinero en el sector inmobiliario y hacen subir los precios la ha agravado.
El 17 de junio de 2019, al día siguiente de la gran manifestación, salía de prisión el líder estudiantil Joshua Wong tras haber cumplido una pena de tres meses de cárcel por los hechos sucedidos en 2014. «Hace cinco años, cuando se disolvió el Movimiento de los Paraguas, dijimos que volveríamos. Y cinco años después, después de sufrir represión política y presiones, lo hemos hecho. Lo hemos conseguido», declaró Wong tras recuperar la libertad. Un día después anunció nuevas movilizaciones hasta que la jefa de gobierno Lam dimita, se anulen los cargos contra los activistas detenidos en las protestas del miércoles 12 de junio y se retire definitivamente el proyecto de ley de extradición a China.
El 21 de junio varios miles de personas rodearon la sede central de la policía de Hong Kong para exigir la libertad de los detenidos. El día 1 de julio, 22 aniversario de la reversión de la colonia de Hong Kong a la soberanía china, tuvo lugar de nuevo una gran manifestación de protesta y paralelamente cientos de activistas asaltaron el Parlamento de Hong Kong —el incidente más violento desde que se iniciaron las protestas—. En los días siguientes la policía comenzó a detener a los presuntos implicados. Nuevas manifestaciones tuvieron lugar el 7 de julio y el 21 de julio. Las protestas continuaron en las semanas siguientes siendo reprimidas con dureza por la policía que efectuó numerosas detenciones.
El lunes 5 de agosto tuvo lugar la primera huelga general en 50 años. En los siguientes fines de semana continuaron las manifestaciones y los enfrentamientos con la policía que provocaron diversos heridos y numerosas detenciones.
El 4 de septiembre la presidenta Lam anunció la retirada definitiva del proyecto de ley de extradición que dio inicio a las protestas, pero estas continuaron durante los meses siguientes. El 23 de octubre la Asamblea de Hong Kong retiró oficialmente el proyecto de extradición y el acusado cuyo caso dio origen al proyecto de ley fue puesto en libertad. El 2 de noviembre se produjeron los disturbios más graves registrados hasta entonces. Nueve días después fallecía un manifestante durante una intervención policial lo que provocó que el lunes 11 de noviembre comenzara una huelga general indefinida durante la cual se produjeron numerosos incidentes violentos y la muerte de un empleado municipal.
El 24 de noviembre se celebraron las elecciones municipales en las que los candidatos del bloque democrático arrasaron. El Día de Año Nuevo de 2020 tuvo lugar una multitudinaria marcha por la democracia que terminó con enfrentamientos entre la policía y grupos radicales.
El brote de la pandemia de COVID-19 en China continental hizo que el número de manifestaciones a gran escala disminuyese aún más debido al temor de que pudieran facilitar la propagación del virus. A pesar de esto, las tácticas del movimiento prodemocrático se reutilizaron para presionar al gobierno a tomar acciones más fuertes para salvaguardar la salud pública de Hong Kong frente al brote de coronavirus en Hong Kong. Los manifestantes exigieron que se prohibiera la entrada a Hong Kong a todos los viajeros del continente. Del 3 al 7 de febrero de 2020, el personal del hospital inició una huelga laboral con el mismo objetivo. La huelga tuvo un éxito parcial ya que Lam, a pesar de rechazar un cierre total de la frontera, solo dejó abiertos tres de los 14 puntos de cruce con China continental.
La gente respondió negativamente al intento del gobierno de establecer centros clínicos y de cuarentena en vecindarios cercanos a los residentes y marcharon para expresar su descontento o bloquearon carreteras para frustrar los planes del gobierno en todo el territorio. Entre finales de enero y principios de febrero, se encontraron artefactos explosivos improvisados en varios lugares y se lanzaron bombas de gasolina contra cuatro comisarías y un coche patrulla en una ola de acción por el hecho de que el gobierno no cerró la frontera de la ciudad y no suministró equipo de protección.
A medida que la crisis del coronavirus se intensificó en febrero y marzo de 2020, la escala de las protestas se redujo aún más. La policía ha utilizado las leyes sobre el coronavirus que prohíben a grupos de más de cuatro, por ejemplo, para dispersar a los manifestantes. El 18 de abril, la policía arrestó a 15 activistas a favor de la democracia, incluidos Jimmy Lai, Martin Lee y Margaret Ng, por sus actividades en 2019, lo que generó la condena internacional. El 15 de mayo, un joven de 21 años de apellido Sin fue condenado a cuatro años de prisión por su participación en la protesta del 12 de junio, convirtiéndose en la primera persona en ser encarcelada por el cargo de disturbios desde que comenzó el movimiento de protesta.
El 21 de mayo de 2020, los medios de comunicación estatales anunciaron que el Comité Permanente de la Asamblea Popular Nacional (NPCSC) comenzaría a redactar una nueva ley que cubrirá "la secesión, la injerencia extranjera, el terrorismo y la subversión contra el gobierno central", que se agregará al anexo III de la Ley Básica de Hong Kong. Esto significaba que la ley entraría en vigor mediante su promulgación, sin pasar por la legislación local. Los observadores Consideraron esto como el paso más audaz de China hasta ahora para poner a Hong Kong bajo su control, y lo acusaron de depreciar el principio de "un país, dos sistemas" en violación de los términos de la Declaración Conjunta Sino-Británica. Esperaban que tuviera efectos de gran alcance en la libertad de expresión de la ciudad y en el éxito económico futuro. El Reino Unido, junto con Australia, Canadá y los Estados Unidos, también emitieron una declaración conjunta en la que expresaban su profunda preocupación por la Ley de Seguridad Nacional el 28 de mayo. A pesar de la presión internacional, el NPCSC aprobó la legislación de seguridad nacional ese día. El borrador provocó un aumento de las protestas: la marcha masiva del 24 de mayo en Causeway Bay fue la protesta más grande desde el comienzo de la pandemia, ya que los civiles respondieron a los llamados en línea para marchar contra el proyecto de ley del Himno Nacional y la ley de seguridad nacional propuesta. Por primera vez en dos meses, la policía lanzó gases lacrimógenos para intentar dispersar a los manifestantes. El 27 de mayo, al menos 396 personas fueron arrestadas durante una protesta de un día en Hong Kong por la lectura del himno nacional el mismo día y la ley antisedición; la mayoría de los detenidos fueron detenidos incluso antes de que se iniciaran las acciones de protesta.
El 30 de junio, la NPCSC aprobó la ley de seguridad nacional por unanimidad, sin informar al público ni a los funcionarios locales del contenido de la ley. La ley creó un efecto escalofriante en la ciudad. La organización Demosistō, que había estado involucrado en cabildeo para obtener el apoyo de otras naciones, y varios grupos los pro-independientes anunciaron que habían decidido disolver y cesar todas las operaciones, temiendo que serían el objetivo de la nueva ley. Miles de manifestantes se presentaron el 1 de julio para protestar contra la ley recién implementada. Ese día, la policía arrestó al menos a diez personas por violar la seguridad nacional por considerar que individuos que exhibían o poseían banderas, carteles y calcomanías de teléfonos con lemas de protesta u otro arte de protesta ya habían cometido el delito de "subvertir el país."
Animado por su éxito en las elecciones al Consejo de Distrito de noviembre de 2019, el bloque prodemocrático tenía la intención de ganar más de la mitad de los 70 escaños del Consejo Legislativo en las elecciones que se celebrarían el 6 de septiembre. Para lograrlo, el campo prodemocrático celebró primarias por primera vez. Algunos miembros del campo prodemocrático, en particular los demócratas más radicales, prometieron utilizar todos los poderes constitucionales de los miembros del LegCo para obligar al gobierno a ceder y responder a las cinco demandas. Sin inmutarse por la ley de seguridad nacional, más de 600.000 personas emitieron su voto a mediados de julio de 2020. En las primarias, los partidos tradicionales perdieron terreno en la mayoría de los distritos electorales directos frente a los localistas y demócratas radicales. Las oficinas de Beijing en Hong Kong declararon que las primarias eran "ilegales" y más tarde un "desafío flagrante" a la Ley Básica y la ley de seguridad nacional, lo que obligó a los organizadores a retirarse de la coordinación electoral adicional.
El gobierno de Hong Kong descalificó a doce candidatos el 30 de julio, casi todos ganadores de las primarias prodemocráticas. En un movimiento inesperado, los escrutadores descalificaron también a cuatro legisladores titulares que en general se consideraban más moderados para participar en las elecciones. La decisión generó la condena internacional por obstruir las elecciones y el proceso democrático. Al día siguiente, Carrie Lam, yendo en contra de la opinión pública,  invocó poderes de emergencia para retrasar las elecciones hasta septiembre de 2021, citando la pandemia como la razón. El bloque pan-demócrata criticó la decisión, creyendo que tenía motivaciones políticas. El NPCSC aprobó una moción para prorrogar el sexto Consejo Legislativo (que tiene una mayoría pro-Beijing) por no menos de un año. Algunos activistas consideraron que la decisión de la NPCSC era ilegal, lo que dio lugar a un debate sobre la marcha o la suspensión que finalmente terminó con la salida de tres legisladores prodemocráticos. Si bien el NPCSC permitió que los cuatro legisladores titulares descalificados hicieran la transición al mandato extendido en julio, decidieron destituirlos de su cargo en noviembre de 2020, lo que resultó en la renuncia masiva de todos los legisladores de la oposición.
A medida que disminuían las actividades de protesta, el gobierno continuó reforzando su control en Hong Kong, desde la censura de los libros de texto escolares y la eliminación de cualquier mención a la masacre de Tiananmén, a la eliminación de las preguntas de los exámenes públicos que las autoridades consideraban políticamente inapropiadas, a la cancelación del registro " maestros de cinta amarilla, a declarar que la separación de poderes nunca existió en Hong Kong a pesar de los comentarios previos de los principales jueces de la ciudad reconociendo su importancia en Hong Kong. También intentó remodelar la narrativa del ataque de Yuen Long afirmando que el ataque no había sido indiscriminado, cambiando el tiempo de respuesta policial oficialmente informado y arrestando a Lam Cheuk-ting, un legislador prodemocrático que resultó herido en el ataque, por "disturbios." En agosto de 2020, el Departamento de Justicia, bajo el liderazgo de Teresa Cheng, intervino y desestimó dos procesos privados iniciados por el legislador prodemocrático Ted Hui Chi-fung contra un conductor que embistió a un manifestante en octubre de 2019 y un oficial de policía que disparó. e hirió gravemente a un manifestante en noviembre de 2019.
El 6 de enero de 2021 la policía de Hong Kong realizó una redada contra la oposición democrática en la que fueron detenidos 50 activistas y políticos acusados de subversión en aplicación de la contestada Ley de Seguridad Nacional aprobada en junio de 2020 por el gobierno de Pekín. Entre los detenidos se encontraba la gran mayoría de los políticos de oposición más conocidos. Se trató de la mayor redada policial desde las protestas de 2019.

## Tácticas y métodos
A diferencia de las protestas de Hong Kong en 2014, el movimiento democrático de 2019 se formó de manera generalmente descentralizada y Los Angeles Times lo describió como "impecablemente organizado". El CHRF tiene una larga historia de organización de movimientos sociales y fue el organizador de las dos protestas masivas del 9 y 16 de junio. La organización Demosistō dirigida por Joshua Wong y los grupos localistas pidieron a los partidarios que participaran en marchas, manifestaciones y otras formas de acción directa. Sin embargo, a diferencia de las protestas de Hong Kong en 2014, ninguno de estos grupos ha reclamado el liderazgo sobre este movimiento. Muchos legisladores en favor de la democracia estuvieron presentes en las protestas, pero en gran medida desempeñaron roles de apoyo. La logística del movimiento - traer suministros, establecer estaciones médicas, comunicación masiva rápida - fue el resultado de la experiencia de protestas anteriores. Esta descentralización ha llevado a una mayor fluidez, pero también ha dificultado que los funcionarios encuentren representantes para las negociaciones o el enjuiciamiento.
El 1 de julio, después de que los manifestantes forzaran su entrada al Consejo Legislativo, Wong dijo que el acto tenía la intención de "mostrar cómo el Consejo Legislativo nunca ha representado la voz del pueblo". También dijo que no habría habido manifestaciones o protestas si el Consejo Legislativo de Hong Kong hubiera sido elegido democráticamente. Sin embargo, algunos manifestantes creían que el liderazgo descentralizado provocó que las protestas se intensificaran sin una planificación adecuada, como lo demuestra la tormenta del edificio LegCo.
El profesor Francis Lee de la Universidad China de Hong Kong ha llamado a este nuevo tipo de movimiento descentralizado y sin líderes, el modelo de protesta de código abierto. A través de un proceso de democracia participativa, los activistas pueden votar sobre tácticas e intercambiar ideas sobre los próximos movimientos en un proceso de colaboración en el que todos tienen voz. Los grupos de chat de Telegram y los foros en línea con mecanismos de votación a menudo han permitido este tipo de coordinación flexible.
Durante las protestas callejeras, los métodos del bloque negro han mejorado el anonimato y la privacidad, permitiendo a los manifestantes "ser agua" y funcionar de manera más efectiva como grupo. Los participantes en las manifestaciones se visten cada vez más de negro y usan cascos y guantes. Para resistir la vigilancia policial y protegerse contra las armas químicas como el gas lacrimógeno y el gas pimienta, las máscaras faciales y las gafas también son un atuendo popular, y algunas incluso se han convertido en máscaras antigás.
Los manifestantes también han adoptado diferentes roles durante las manifestaciones. Los manifestantes pacíficos corearon consignas y pasaron suministros, mientras que los de primera línea apagaron gases lacrimógenos y lideraron la carga. Los manifestantes utilizaron punteros láser para distraer a la policía, rociaron pintura sobre cámaras de vigilancia y paraguas desplegados para proteger y ocultar las identidades del grupo en acción y evitar el reconocimiento facial. Cuando los manifestantes partieron a través de MTR (Mass Transit Railway o Metro de Hong Kong), a menudo hicieron montones de donaciones de cambios adicionales de ropa para otros activistas, y también dejaron dinero para comprar boletos de un solo uso y evitar el seguimiento a través de la tarjeta Octopus. A medida que las protestas continuaron aumentando y la policía comenzó a usar herramientas de control de disturbios más avanzadas, los activistas mejoraron sus engranajes improvisados de usar tablas de surf como escudos para usar letreros de metal, barras de hierro, ladrillos y huevos como armas. La revolución ucraniana de 2014 se describió comúnmente como una inspiración para los manifestantes de Hong Kong.
Algunos activistas por la democracia han adoptado la desobediencia civil y tácticas de acción directa. Los ejemplos incluyen la interrupción de las operaciones del gobierno, la ocupación de áreas cercanas a la Torre de Ingresos y el cuartel general de la policía en Wan Chai. A mediados de junio, los manifestantes interrumpieron los servicios de MTR al bloquear las puertas de los trenes y presionar los botones de parada de emergencia en varias estaciones de trenes, lo que retrasó los servicios. Demosistō también se reunió en la estación de Mei Foo para crear conciencia sobre los problemas y solicitó a los viajeros que ayudaran a "proteger a los estudiantes". La interrupción de los servicios de MTR continuó después de la violencia de Yuen Long el 21 de julio, con manifestantes obstruyendo los servicios de trenes en la estación del Almirantazgo y solicitando que la corporación MTR se haga responsable de la mala gestión. La obstrucción de los servicios de MTR recibió respuestas mixtas de otros viajeros.
El 30 de julio, el movimiento de no cooperación volvió a apuntar al servicio MTR durante las horas pico de la mañana. Durante aproximadamente tres horas, los activistas interrumpieron la línea Kwun Tong en una estación de intercambio. Debido a interrupciones del servicio, MTR proporcionó transporte gratuito en autobús a los pasajeros afectados. Un tren en la estación de North Point en la isla de Hong Kong también fue blanco de manifestantes. El personal ferroviario había amenazado con huelga el 30 de julio, pero los sindicatos ferroviarios no respaldaron oficialmente la participación en acciones de huelga.
Durante la huelga general del 5 de agosto, los manifestantes bloquearon las puertas del tren en varias estaciones de MTR. Como resultado, una gran parte de la red MTR quedó paralizada. El movimiento de no cooperación se centró en los períodos de hora punta, impidiendo así que las personas viajen al trabajo o regresen a sus hogares. Los activistas involucrados dijeron que su objetivo era evitar que los pasajeros llegaran al trabajo en distritos comerciales cruciales como Central, Tsim Sha Tsui y Mong Kok Durante la huelga, una mujer embarazada se sintió mal y solicitó ayuda de los paramédicos mientras esperaba en la estación de tren. por muchas horas.
El mismo día, el movimiento también golpeó las carreteras, donde los manifestantes usaron sus vehículos para interrumpir el tráfico, incluyendo detenerse en los carriles y conducir lentamente en las rotondas. Algunos manifestantes utilizaron diversos instrumentos, como barandas laterales, conos de tráfico, barricadas y contenedores de basura para bloquear las carreteras que impedían el paso de varios vehículos. Esta práctica es muy común, y también ha ocurrido en el túnel Cross Harbor varias veces, evitando que el flujo de tráfico viaje a través de uno de los pasajes más concurridos de Hong Kong. Los informes mostraron que el aeropuerto internacional de Hong Kong se vio afectado por acciones de huelga, lo que resultó en una gran cantidad de cancelaciones de vuelos y retrasos. Las fotos muestran a muchos viajeros esperando en la explanada.

## Víctimas
Un artículo de The Guardian de fecha 22 de octubre de 2019 informó que "los manifestantes han rastreado al menos nueve casos de suicidios que parecen estar directamente relacionados con las manifestaciones" desde junio. En cinco de estos casos, las víctimas dejaron notas de suicidio relacionadas con las protestas, y tres fueron atribuidas a eventos posteriores al proyecto de ley de extradición.  Una nota incluso decía: "Lo que Hong Kong necesita es una revolución".
El primer suicidio tuvo lugar el 15 de junio de 2019, cuando Marco Leung Ling-kit, de 35 años, subió al podio elevado en la azotea de Pacific Place en Admiralty, y colgó pancartas en el andamio con varios lemas contra la extradición. Con un impermeable amarillo con las palabras "La policía brutal es de sangre fría" y "Carrie Lam está matando a Hong Kong" en chino escrito en la parte posterior. Luego de un enfrentamiento de cinco horas, durante el cual los oficiales de policía y el legislador del Partido Demócrata Roy Kwong intentaron calmarlo, Leung cayó a su muerte, perdiendo un cojín inflable instalado por los bomberos. Un santuario apareció en la escena poco después. 
Una estudiante de 21 años de la Universidad de Educación de Hong Kong saltó a la muerte de Ka Fuk Estate en Fanling el 29 de junio. Había dejado dos notas escritas en la pared de una escalera con marcador rojo. Al día siguiente, una mujer de 29 años saltó del Centro Financiero Internacional. El 4 de julio, una mujer de 28 años murió después de saltar de un edificio en Cheung Sha Wan. Un quinto suicidio ocurrió el 22 de julio, cuando un hombre de 26 años murió después de saltar de Kwong Yuen Estate después de una discusión con sus padres sobre su postura política y ser expulsado de la casa.
Hong Kong tiene una de las tasas de suicidio más altas del mundo desarrollado y en 2018, la tasa de suicidios fue de 12.2, o casi 3 personas se suicidan todos los días. Grupos radicales han estado creando información errónea sobre suicidios recientes que sugieren que son asesinatos enmascarados cometidos por la policía para conducir propaganda en línea. El 8 de noviembre de 2019, un estudiante de la Universidad de Ciencia y Tecnología de Hong Kong, Chow Tsz-Lok, murió debido a complicaciones de lesiones graves en la cabeza sufridas a principios del 4 de noviembre cuando había caído un piso en el segundo piso dentro de un estacionamiento en Tseung Kwan O, cerca a un área de confrontación donde la policía dispersaba a los manifestantes que intentaban interrumpir la boda de un policía rumoreado.  
La causa de su caída seguía siendo desconocida, pero aunque la policía concluyó que debía haberse caído accidentalmente, no hay pruebas de que la policía lo empujara o que huyera del gas lacrimógeno: Imágenes de más de 30 cámaras proporcionadas por Link REIT mostraron que los oficiales de policía solo ingresaron al estacionamiento después del tiempo estimado de su caída; no pudo haber sido alcanzado por proyectiles disparados durante la operación de dispersión policial que se realiza a cierta distancia. Además, no pudo haberse caído debido a los gases lacrimógenos, ya que ninguna persona en el área se vio afectada y el humo no llenó el área. Los manifestantes acusaron a la policía de obstruir intencionalmente el acceso de ambulancia a Chow, retrasando su tratamiento, lo que la policía ha negado. El Departamento de Servicios de Bomberos declaró que la ambulancia asignada a Chow estaba bloqueada por autobuses y vehículos privados y que la ambulancia no entró en contacto con la policía que estaba de servicio. Chow murió el 8 de noviembre , convirtiéndose así en la primera víctima mortal vinculada a una escena en la que se enfrentaron policías y manifestantes.